# Frederica de Mecklenburg-Strelitz
Frederica de Mecklenburg-Strelitz (n. 3 martie 1778 – d. 29 iunie 1841), Ducesă de Cumberland și mai târziu Regină a Hanovrei, a fost soția regelui Ernest Augustus I de Hanovra, al cincilea fiu și al optulea copil al regelui George al III-lea al Regatului Unit și a reginei Charlotte.
S-a născut la Palatul Alten din Hanovra ca a cincea fiică a lui Carol al II-lea, Mare Duce de Mecklenburg-Strelitz și a primei lui soții Friederike de Hesse-Darmstadt, fiica lui George William, Prinț de Hesse-Darmstadt. De la naștere până la prima căsătorie titlul ei a fost Alteța Sa Ducesa Frederica de Mecklenburg, Prințesă de Mecklenburg-Strelitz.

## Primii ani
Mama Fredericăi a murit la 22 mai 1782 după nașterea celui de-al zecelea copil. Doi ani mai târziu (28 septembrie 1784), tatăl ei s-a recăsătorit cu sora mai mică a soției lui, Charlotte de Hesse-Darmstadt, însă mariajul s-a încheiat peste doar un an, când Charlotte a murit în urma complicațiilor unei nașteri, la 12 decembrie 1785. Văduvul Duce Charles nu putea da o educație corespunzătoare fiicelor sale, așa că a trimis-o pe Frederica și pe surorile sale Charlotte, Therese și Louise la bunica maternă, Maria Louise Albertine de Leiningen-Dagsburg-Falkenburg. Mai târziu, Ducele Charles și-a trimis și cei doi fii, Prințul George și Charles să fie crescuți de bunica lor.

## Prima căsătorie

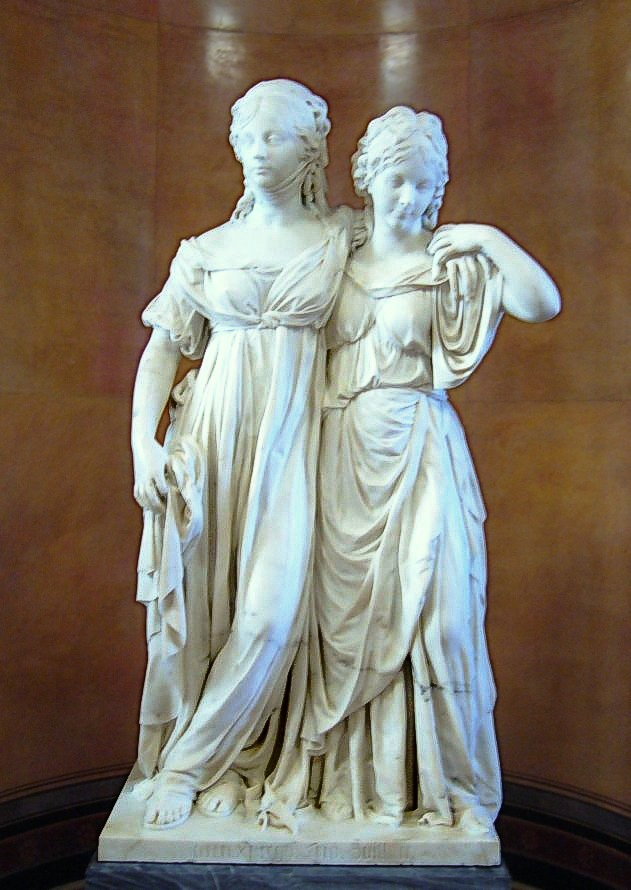
Statue reprezentând pe Frederica (dreapta), împreună cu sora sa, Luise, de Johann Gottfried Schadow.

La Frankfurt-am-Main la 14 martie 1793, Prințesa de Mecklenburg-Strelitz l-a întâlnit la Teatru Prusac pe regele Frederic Wilhelm al II-lea al Prusiei, care a fost imediat captivat de grația și farmecul Fredericăi și al surori ei Luise. Câteva săptămâni mai târziu, tatăl Fredericăi a început negocierile de căsătorie cu regele Prusiei: Luise cu Prințul Moștenitor Frederic Wilhelm și Frederica cu fratele lui mai mic Prințul Ludwig Karl.
Dubla logodnă a fost sărbătorită la Darmstadt la 24 aprilie. La 24 decembrie, Luise și Prințul Moștenitor s-au căsătorit la Palatul Regal din Berlin; la 26 decembrie Frederica și Prințul Ludwig s-au căsătorit în același loc. Din căsătorie au rezultat trei copii:
- Prințul Frederick al Prusiei (1794–1863)
- Prințul Karl al Prusiei (1795–1798)
- Ducesa Frederica Wilhelmina de Anhalt-Dessau (1796–1850)

În 1795 regele Frederic Wilhelm al II-lea l-a numit pe Ludwig comandant al regimentului nr. 1 de dragoni, care staționa la Schwedt. La 23 decembrie 1796, Ludwig a murit de difterie. Frederica împreună cu cei trei copii s-a mutat la Palatul Schönhausen în apropiere de Berlin.

## A doua căsătorie
În 1798 Frederica era însărcinată. Tatăl copilului era Frederic Wilhelm, Prinț de Solms-Braunfels (n. 22 octombrie 1770). Prințul a recunoscut paternitatea și, pentru a evita scandalul a cerut-o în căsătorie. În același an la 10 decembrie cei doi s-au căsătorit la Berlin și s-au mutat la Ansbach. În februarie 1799, Frederica a născut o fată care a trăit numai opt luni. În 1805 prințul de  Solms-Braunfels a demisionat din postul său din armată din motive de sănătate și deci și-a pierdut venitul. Frederica a trebuit să întrețină familia cu propriile resurse după ce cumnatul ei, regele Frederic Wilhelm al III-lea al Prusiei a refuzat să-i mai acorde venitul anual pentru o fostă prințesă a Prusiei.

## A treia căsătorie

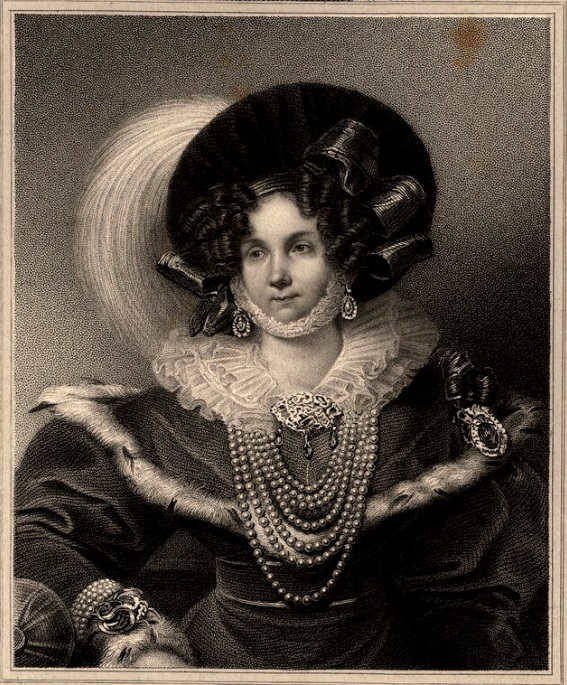
Regina Frederica de Mecklenburg-Strelitz

În mai 1813, în timpul unei vizite la unchiul său, Prințul Ernest Augustus, Duce de Cumberland, al cincilea fiu al regelui George al III-lea al Regatului Unit și al reginei Charlotte (mătușa paternă a Fredericăi), s-a îndrăgostit de Frederica.
În următoarele luni, Frederica s-a gândit la intențiile lui Ernest Augustus și la posibilele efecte asupra situației ei. Atunci când, după victoria aliaților în Bătălia de la Leipzig (1813), Ernest Augustus a petrecut câteva zile la Neustrelitz, el a fost primit cu entuziasm. Frederica a cerut regelui prusac aprobarea divorțului de prințul de Solms-Braunfels. Toate părțile au convenit, inclusiv prințul de Solms-Braunfels, a cărui moarte subită la 13 aprilie 1814 a fost considerată de unii ca un pic prea convenabilă; unii au suspectat-o pe Frederica că și-a otrăvit soțul.
În august, logodna a fost anunțată oficial. După ce Parlamentul britanic și-a dat acordul pentru nuntă, Frederica și Ernest Augustus s-au căsătorit la 29 mai 1815 la biserica parohială din Neustrelitz . Mai târziu, cuplul a călătorit în Marea Britanie unde a avut loc a doua ceremonie la 29 august 1815 la Casa Carlton din Londra.
Din căsătoria cu Ernest Augustus, ea a avut trei copii dintre care doar unul a supraviețuit copilăriei: un fiu, care va deveni viitorul rege George al V-lea al Hanovrei.
La 20 iunie 1837 regele William al IV-lea al Regatului Unit și al Hanovrei a murit fără moștenitori legitimi. Succesorul lui a fost nepoata sa, Prințesa Victoria, singura fiică a fratelui său Prințul Eduard Augustus, Duce de Kent. Pentru că în Hanovra acționa Legea Salică încă din timpul Sfântului Imperiu Roman, Victoria nu putea moșteni tronul Hanovrei. Următorul descendent masculin al ultimului rege era Ducele de Cumberland, soțul Fredericăi, care a devenit regele Ernest Augustus I al Hanovrei.
După o boală scurtă, regina Frederica de Hanovra a murit în 1841 la Hanovra, la vârsta de 63 de ani.